# 1,2-fenilendiammina
La 1,2-fenilendiammina (o 1,2-diamminobenzene) è una diammina aromatica. È un importante precursore di molti composti eterociclici. È un isomero di m-fenilendiammina e p-fenilendiammina.
A temperatura ambiente si presenta come un solido incolore dall'odore tenue. È un composto tossico, irritante, allergenico, pericoloso per l'ambiente.

## Preparazione
Comunemente, il 2-nitroclorobenzene viene trattato con ammoniaca e il risultante 2-amminonitrobenzene viene quindi idrogenato:
{\displaystyle {\ce {ClC6H4NO2 + 2 NH3 -> H2NC6H4NO2 + NH4Cl}}}
{\displaystyle {\ce {H2NC6H4NO2 + 3 H2 -> H2NC6H4NH2 + 2H2O}}}
In laboratorio, la riduzione della nitroanilina viene effettuata con polvere di zinco in etanolo, seguita da purificazione della diammina come sale cloridrato. Questo composto si scurisce all'aria; le impurità possono essere rimosse trattando una soluzione acquosa calda con ditionito di sodio (agente riducente) e carbone attivo, e permettendo al prodotto di cristallizzare a freddo.

## Reazioni e usi
L'o-fenilendiammina si condensa con chetoni e aldeidi per dare origine a una varietà di prodotti utili. Le reazioni con acidi carbossilici e loro derivati danno benzimidazoli. Inoltre, il chinossalindione può essere preparato mediante condensazione di o-fenilendiammina con dimetil ossalato. La condensazione con esteri di xantato genera mercaptoimidazoli, che vengono utilizzati come antiossidanti nei prodotti in gomma. Il trattamento con acido nitroso fornisce benzotriazolo, un inibitore della corrosione. La condensazione di o-fenilendiammina sostituita con vari dichetoni viene utilizzata nella preparazione di una varietà di prodotti farmaceutici.
Nella chimica di coordinazione, la fenilendiammina è un importante precursore del ligando. I derivati da una base di Schiff, come quelli derivati dalla salicilaldeide, sono eccellenti ligandi chelanti. L'ossidazione dei suoi complessi metallo-fenilendiammina forma i diimminoderivati, che sono intensamente colorati e spesso esistono in più stati di ossidazione stabili.

## Sicurezza
Con un LD50 di 44 mg/l (in acqua), la o-fenilendiammina è circa 1000 volte meno tossica del suo isomero para. Le aniline vengono generalmente trattate come cancerogene. Per molte applicazioni, l'1,2-fenilendiammina è stata sostituita da alternative più sicure come 3,3',5,5'-tetrametilbenzidina.